# J.J. Hickson
James Edward Hickson, detto J.J. (Atlanta, 4 settembre 1988), è un ex cestista statunitense.

## Carriera
È stato selezionato dai Cleveland Cavaliers al primo giro del Draft NBA 2008 (19ª scelta assoluta).
Nel settembre 2014 viene squalificato dalla NBA per 5 partite per aver violato le norme contro l'uso di sostanze stupefacenti.
Il 16 giugno 2018 viene accusato di aver invaso un’abitazione domestica, con rapina a mano armata. Viene arrestato subito dopo.

## Statistiche

### College
| Anno      | Squadra       | PG | PT | MP   | TC%  | 3P% | TL%  | RP  | AP  | PRP | SP  | PP   |
| --------- | ------------- | -- | -- | ---- | ---- | --- | ---- | --- | --- | --- | --- | ---- |
| 2007-2008 | NCSU Wolfpack | 31 | 26 | 28,7 | 59,1 | 0,0 | 67,7 | 8,5 | 1,0 | 0,7 | 1,5 | 14,8 |
| Carriera  | Carriera      | 31 | 26 | 28,7 | 59,1 | 0,0 | 67,7 | 8,5 | 1,0 | 0,7 | 1,5 | 14,8 |

### NBA

#### Regular Season
| Anno      | Squadra             | PG  | PT  | MP   | TC%  | 3P% | TL%  | RP   | AP  | PRP | SP  | PP   |
| --------- | ------------------- | --- | --- | ---- | ---- | --- | ---- | ---- | --- | --- | --- | ---- |
| 2008-2009 | Cleveland Cavaliers | 62  | 0   | 11,4 | 51,5 | -   | 67,2 | 2,7  | 0,1 | 0,2 | 0,5 | 4,0  |
| 2009-2010 | Cleveland Cavaliers | 81  | 73  | 20,9 | 55,4 | 0,0 | 68,1 | 4,9  | 0,5 | 0,4 | 0,5 | 8,5  |
| 2010-2011 | Cleveland Cavaliers | 80  | 66  | 28,2 | 45,8 | 0,0 | 67,3 | 8,7  | 1,1 | 0,6 | 0,7 | 13,8 |
| 2011-2012 | Sacramento Kings    | 35  | 9   | 18,4 | 37,0 | 0,0 | 63,8 | 5,1  | 0,6 | 0,5 | 0,5 | 4,7  |
| 2011-2012 | Portland T. Blazers | 19  | 10  | 31,6 | 54,3 | 0,0 | 64,5 | 8,3  | 1,2 | 0,6 | 0,9 | 15,1 |
| 2012-2013 | Portland T. Blazers | 80  | 80  | 29,0 | 56,2 | 0,0 | 67,9 | 10,4 | 1,1 | 0,6 | 0,6 | 12,7 |
| 2013-2014 | Denver Nuggets      | 69  | 52  | 26,9 | 50,8 | 0,0 | 51,7 | 9,2  | 1,4 | 0,7 | 0,7 | 11,8 |
| 2014-2015 | Denver Nuggets      | 73  | 8   | 19,3 | 47,5 | 0,0 | 57,7 | 6,2  | 0,8 | 0,5 | 0,5 | 7,6  |
| 2015-2016 | Denver Nuggets      | 20  | 9   | 15,3 | 50,5 | -   | 45,8 | 4,4  | 0,8 | 0,5 | 0,6 | 6,9  |
| 2015-2016 | Wash. Wizards       | 15  | 0   | 8,7  | 54,3 | 0,0 | 43,2 | 3,0  | 0,5 | 0,3 | 0,1 | 4,6  |
| Carriera  | Carriera            | 534 | 307 | 22,3 | 50,5 | 0,0 | 61,7 | 6,8  | 0,8 | 0,5 | 0,6 | 9,5  |

#### Playoffs
| Anno     | Squadra             | PG | PT | MP  | TC%  | 3P% | TL%  | RP  | AP  | PRP | SP  | PP  |
| -------- | ------------------- | -- | -- | --- | ---- | --- | ---- | --- | --- | --- | --- | --- |
| 2010     | Cleveland Cavaliers | 11 | 0  | 7,2 | 63,6 | -   | 68,8 | 0,8 | 0,1 | 0,0 | 0,0 | 3,5 |
| Carriera | Carriera            | 11 | 0  | 7,2 | 63,6 | -   | 68,8 | 0,8 | 0,1 | 0,0 | 0,0 | 3,5 |

## Palmarès
- McDonald's All-American Game (2007)